# 恋・恋愛・愛
『恋・恋愛・愛』は、チューリップの6枚目のベスト・アルバム。1993年4月7日に東芝EMIよりリリースされた。
同日に『WELCOME TO MY HOUSE』『Upside-down』『Someday Somewhere』のCD再発盤が発売。

## 概要
解散中に発売されたベストアルバム。
3曲ごとに＜SPRING＞＜SUMMER＞＜AUTUMN＞＜WINTER＞＜FOREVER＞と5つのシーンに分けて収録されている。
現在廃盤。配信・サブスクリプション配信はされていない。

## チャート成績
オリコン週間シングルランキングでは週間30位にランクインした。2022年11月最も売れたCDアルバム。

## 収録曲
1. 夢中さ君に＜SPRING＞
オリジナル発売日：1973年4月20日
2. We Can Fly＜SPRING＞
オリジナル発売日：1982年4月1日
3. 魔法の黄色い靴＜SPRING＞
オリジナル発売日：1972年6月5日
4. 銀の指環＜SUMMER＞
オリジナル発売日：1974年1月20日
5. ブルー・スカイ＜SUMMER＞
オリジナル発売日：1977年6月5日
6. 虹とスニーカーの頃＜SUMMER＞
オリジナル発売日：1979年7月5日
7. 風のメロディ＜AUTUMN＞
オリジナル発売日：1976年9月5日
8. 心の旅＜AUTUMN＞
オリジナル発売日：1973年4月20日
9. 悲しきレイン・トレイン＜AUTUMN＞
オリジナル発売日：1975年7月20日
10. サボテンの花＜WINTER＞
オリジナル発売日：1975年2月5日
11. ふたりがつくった風景＜WINTER＞
オリジナル発売日：1981年10月1日
12. 約束＜WINTER＞
オリジナル発売日：1978年10月20日
13. ぼくがつくった愛のうた＜FOREVER＞
オリジナル発売日：1974年10月5日
14. 娘が嫁ぐ朝＜FOREVER＞
オリジナル発売日：1976年4月20日
15. 青春の影＜FOREVER＞
オリジナル発売日：1974年6月5日

全曲作詞・作曲：財津和夫、編曲：チューリップ（「風のメロディ」のみ作曲：財津和夫・姫野達也）